# Elvira Madigan (film)
Pour l’article homonyme, voir Elvira Madigan.
Pour plus de détails, voir Fiche technique et Distribution.
Elvira Madigan est un film suédois réalisé par Bo Widerberg sorti en 1967.
L'histoire est basée sur des faits authentiques et fort célèbres en Suède, l'histoire d'amour adultère du comte Sixten Sparre avec une jeune funambule danoise, Elvira Madigan.

## Synopsis

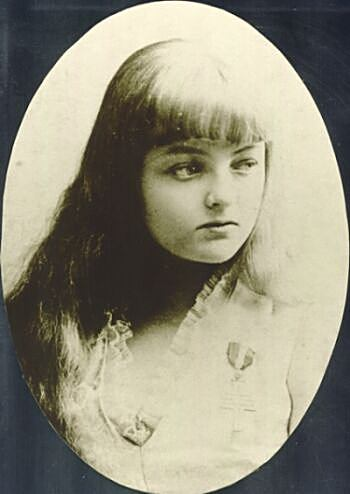
Portrait de la véritable Elvira Madigan.

En juin 1889, en Suède, le jeune comte Sixten Sparre, lieutenant de l'armée, abandonne femme et enfants pour vivre  passionnément avec une jeune artiste de cirque danoise, Elvira Madigan, qui fuit aussi sa famille et sa troupe pour vivre cet amour. Leur aventure scandalise la société qui les pourchasse et les condamne.

## Fiche technique
Sauf indication contraire, les informations mentionnées dans cette section peuvent être confirmées par la base de données cinématographiques IMDb,  présente dans la section « Liens externes ».
- Titre du film : Elvira Madigan
- Réalisation, scénario et montage : Bo Widerberg
  - Assistant réalisateur : Kalle Boman (en)
- Photographie : Jörgen Persson
- Son : Sven Fahlén
- Production : Waldemar Bergendahl (en) et Peter Fernandez
- Société de production : Europa Film
- Pays de production :  Suède
- Langue originale : suédois
- Format : couleur (Eastmancolor) - 1,66:1 - mono
- Durée : 91 minutes
- Dates de sortie :
  - Suède : 24 avril 1967
  - France : 1er mai 1967 (Festival de Cannes) ; 20 octobre 1967 (sortie nationale)

## Distribution
Sauf indication contraire, les informations mentionnées dans cette section peuvent être confirmées par la base de données cinématographiques IMDb,  présente dans la section « Liens externes ».

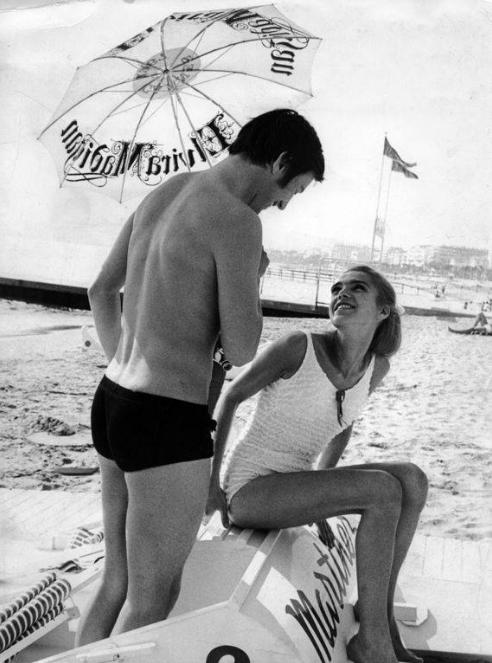
Thommy Berggren et Pia Degermark, interprètes principaux du film.

- Thommy Berggren : le comte Sixten Sparre
- Pia Degermark : Hedevig Jensen, alias Elvira Madigan
- Lennart Malmer : Kristoffer
- Cleo Jensen : Cleo
- Nina Widerberg[1] : la fille de Cleo (non créditée)

## Autour du film
Aucune musique originale n'a été écrite pour le film. L'accompagnement musical du film a permis d'accroître la renommée du Concerto pour piano n° 21 de Mozart, à tel point qu'il est même intitulé, par la suite, Elvira Madigan par certains distributeurs de disque. Le film utilise aussi deux compositions de Vivaldi : le 3e mouvement de L'Été issu des Quatre Saisons et le 1er mouvement du concerto L'Amoroso, qui accompagne les séquences où l’héroïne renoue brièvement avec son art du funambulisme.
Musiques: Wolfgang Amadeus Mozart, 21e Concerto pour piano et orchestre (2 - Andante) ; Antonio Vivaldi, Concerto "L’Été" RV 315 (3 - Tempo impetuoso d'Estate), Concerto pour violon "L'Amoroso" RV 271 (1 - Allegro)
- Production : Waldemar Bergendahl

## Commentaire
- D'une histoire qui défraya la chronique contemporaine, Bo Widerberg en a fait un film romantique, traversé par la force irrépressible de l'amour. Elvira Madigan, « très belle élégie impressionniste sur l'amour coupé du réel, demeure toutefois une condamnation implicite de l'isolement : la funambule (Pia Degermark) et l'officier déserteur (Thommy Berggren) se tuent parce qu'ils sont devenus incapables d'affronter la vie »[2].
- Selon Peter Cowie, le film de Widerberg révéla également les qualités d'un jeune directeur de la photographie, Jörgen Persson, digne héritier de Julius Jaenzon et Sven Nykvist, dont les images « communiquent, comme certaines toiles de Bonnard, un sentiment de béatitude intérieure, une tendresse sensuelle pour la lumière naturelle et pour les objets, à laquelle se mélange, suivant la tradition nordique, une prémonition de la mort (les fraises sauvages indiquant le bonheur, le vin répandu faisant pressentir la perte finale du sang et de la vie) »[3].

## Distinctions
Sauf indication contraire, les informations mentionnées dans cette section peuvent être confirmées par la base de données cinématographiques IMDb,  présente dans la section « Liens externes ».

### Récompenses
- Festival de Cannes 1967 : Prix d'interprétation féminine pour Pia Degermark
- National Board of Review Awards 1967 :
  - Meilleur film en langue étrangère
  - Top films étrangers - partagée avec quatre autres films

### Nominations et sélections
- Festival de Cannes 1967 : sélection officielle, en compétition pour la Palme d'or
- Golden Globes 1968 :
  - Meilleur film étranger
  - Révélation féminine de l'année pour Pia Degermark
- BAFA Awards 1969 :
  - Meilleure photographie pour Jörgen Persson
  - Meilleur nouveau venu dans un rôle principal pour Pia Degermark